# Kennedy Leigh
Kennedy Leigh (11 marzo 1994) è un'ex attrice pornografica statunitense.

## Biografia
Secondo il sito IAFD, la sua carriera di attrice pornografica s'è svolta dal 2012 al 2017. Nel 2014 ha vinto il suo unico AVN per la scena  Ultimate Fuck Toy: Kennedy Leigh.
In un'intervista ha dichiarato di non avere il riflesso faringeo. È apparsa nel video musicale Don't Stop the Party del rapper Pitbull.

## Riconoscimenti
- AVN Awards
  - 2014 – Best POV Scene per Ultimate Fuck Toy: Kennedy Leigh con Jules Jordan[5]

## Filmografia
- All Natural: Glamour Solos 3
- American Cocksucking Sluts 3
- Broken Hearts
- Cum Swallowing Auditions
- Family Ties and Little White Lies
- My Little Panties 5
- Prom Night Virgins
- Slut Puppies 7